# Hernán Caputto
Héctor Hernán Caputto Gómez (San Andrés de Giles, 6 ottobre 1974) è un allenatore di calcio ed ex calciatore argentino naturalizzato cileno, di ruolo portiere.

## Carriera
Giocava nel ruolo di portiere e si è ritirato nel 2011, quindi intraprese la carriera di allenatore.

## Palmarès

### Club

#### Competizioni nazionali
- Campionato cileno: 1

Univ. de Chile: Apertura 2009
- Primera B (Cile): 1

Unión Española: 1999